# Али Хаменеи
Сеид Али Хосейни Хаменеи (на персийски: سید علی حسینی خامنه ای‎‎ Сайѐд Алѝ Хосейнѝ Хаменеѝ) е ирански духовник и настоящ върховен водач на Иран.
Али Хаменеи наследява Рухолах Хомейни, лидер на иранската революция. След смъртта му, е избран за новия върховен водач от Съвета на експертите на 4 юни 1989 г., когато Хаменеи е на 49-годишна възраст. Преди това Хаменеи е президент на Иран от 1981 г. до 1989 г. През 2012 г., 2013 г. и 2014 г. „Forbes“ го класира на 21-во, 23-то и 19-о място съответно, в списъка на най-влиятелните хора в света.
Към 2024 година със своите 35 години начело на държавата, Хаменеи е най-дълго управлявалият лидер в Близкия изток, както и втори най-дълго управлявал ирански лидер след Шах Мохамед Реза Пахлави. Хаменеи е държавен глава, а също и главнокомандващ на въоръжените сили, и се счита за най-влиятелен политик в Иран. Издава укази и взима окончателните решения за икономиката, околната среда, външната политика и всичко останало в Иран. През август 2016 г. директно предупреждава бившият президент Хасан Рухани, че не трябва да има отклонения от икономическата политика на Хаменеи. Контролира организацията „Setad“, която е на стойност най-малко $ 95 милиарда през 2015 г. „Setad“ дава на Хаменеи финансова независимост от парламента и от националния бюджет.
Али Хаменеи има контрол върху изпълнителната, законодателната и съдебната власт, както и върху армията и медиите. С течение на годините, за да затвърди властта си, поддържа близки отношения с военните и охранителните сили. Всички кандидати за Съвета на експертите, за президент и Меджлиса (парламент), са проверени от Съвета на настойниците, чиито членове се избират пряко или косвено от върховния лидер на Иран. Хаменеи също така уволнява и назначава членове в кабинета на президента. През 2016 г., Хаменеи нарежда на Махмуд Ахмадинеджад, бившият му съюзник, с когото отношенията му са обтегнати след като Ахмадинеджад обвинява сина на Хаменеи – Моджтаба Хаменеи в присвояване от държавната хазна, да не се кандидатира за президент отново.
През годините има няколко големи протеста по време на управлението на Хаменеи, включително студентски протести през юли 1999 г., 2009 г. за президентските избори, когато протестиращите скандират „Смърт на диктатора“, както и иранските протести от 2011 г.
Али Хаменеи става жертва на опит за убийство през юни 1981 г., който парализира дясната му ръка. Според официалния си сайт, Хаменеи е арестуван шест пъти, преди да бъде изпратен в изгнание в продължение на три години, по време на царуването на Мохамед Реза Пахлави.

## Ранен живот
Хаменеи твърди, че притежава титлата на Сеид, което означава, според него, пряк произход от Мохамед. Някои от неговите предци са от Тафреш и се местят близо до Табриз. Хаменеи е вторият от осем деца, като двама от братята му също са духовници. По-малкият му брат Хади Хаменеи, е известен редактор на вестник и духовник. Хаменеи е етнически ирански азер.
Хаменеи е завършил мюсюлманско училище. След това отива в Наджаф през 1957 г. След кратък престой, напуска и се мести в Машхад, и през 1958 г. се установява в Ком. Хаменеи присъства на лекциите на аятолах Рухолах Хомейни. По-късно участва в ислямските дейности през 1963 г., които водят до ареста му в Южен Хорасан. Малко след това е освободен и се отново преподава в религиозни училища и джамии.
Според официалната му биография, Хаменеи прекарва „таен живот“ в Техеран (1966 – 1967), след което е арестуван от полицията и хвърлен в затвора. Жени се за Коджасте Багерзаде през 1964 г. Заедно те имат четирима сина и две дъщери.
Хаменеи владее арабски език, в допълнение към родните си персийски и азербайджански. Превежда няколко книги на персийски от арабски, включително произведения на известния египетски теоретик Саид Кутб. Говори азербайджански език, родният език на баща си.
Подобно на много други политически активни духовници по времето, Хаменеи е далеч по-ангажирани с политиката, отколкото с религиозна дейност.

## Кариера

### Президент
Али Хаменеи е ключова фигура в иранската революция и близък довереник на Рухолах Хомейни.
Хомейни назначава Хаменеи за имам на петъчните молитви в Техеран през 1979 г., след като принуждава Хосейн Али Монтазери да подаде оставка. Служи за кратко като заместник-министър на отбраната и като ръководител на Ислямската революционна гвардия. През юни 1981 г. оцелява при опит за убийство от страна на муджахедините-е Халк, когато бомба, скрита в магнетофон по време на пресконференция избухва до него. Това обаче, парализира дясната му ръка завинаги.
През 1981 г., след убийството на Мохамед Али Раджай, Хаменеи е избран за президент на Иран с 97% на президентските избори от октомври 1981 г., в които само четирима кандидати са одобрени от Съвета на настойниците. Хаменеи става първият духовник на поста. Рухолах Хомейни първоначално иска да държи настрана духовниците от президентството, но по-късно променя мнението си. Хаменеи е преизбран на президентските избори от 1985 г., където само трима кандидати са одобрени от Съвета, получавайки 87% от гласовете. Единствените ирански президентски избори, които са с по-малко кандидати, са проведени през 1989 г., когато само двама участват, и Рафсанджани лесно печели 96% от гласовете.
В президентското си встъпително слово Хаменеи заявява, че ще премахне „отклонението, либерализма, и американско-повлияните левичари“. На енергичната опозиция на правителството, включително и ненасилствени и насилствени протести, убийства, партизанска дейност и въстания, е отговорено с държавна репресия и терор в началото на 1980 г., както преди, така и по време на председателството на Хаменеи. Хиляди членове на бунтовнически групи са убити, често от революционни съдилища.
Хаменеи помага в ръководенето на страната по време на войната между Иран и Ирак през 1980 г., и развива тесни връзки с Революционната гвардия. Като президент има репутацията на дълбоко интересуващ се от армията, бюджета и административните подробности. След като иракската армия е изгонена от Иран през 1982 г., Хаменеи се превръща в един от основните противници на решението на Хомейни да контраатакува Ирак. Становището си Хаменеи споделя с премиера Мир Хосеин Мусави.
На 10 април 1997 г., във връзка с убийството на Миконос в ресторант, германският съд издава международна заповед за арест на иранския министър на разузнаването Ходжат ал Ислам Али Фалахиян, след като заявява, че убийството е било наредено от него със знанието на Хаменеи и Рафсанджани. Иранските официални лица, обаче категорично отричат участието си. Тогава говорителят на иранския парламент Али Акбар Натех-Нури отхвърля решението като политическо невярно и необосновано. Решението води до дипломатическа криза между правителствата на Иран и няколко европейски страни, което продължава до ноември 1997 г. Дараби и Раел са освободени от затвора на 10 декември 2007 г. и депортирани обратно в родните си страни.

### Върховен водач
Али Хаменеи наследява Рухолах Хомейни, лидер на иранската революция. След смъртта му, е избран за новия върховен водач от Съвета на експертите на 4 юни 1989 г., когато Хаменеи е 49-годишна възраст. Първоначално съвет от трима членове Али Мешкини, Мусави Ардебили и Хаменеи са предложени за лидерство. Али Хаменеи е избран за лидер от 60 членове от присъстващите 74 членове. Тъй Хаменеи не е „Маря“ по времето, което е необходимо по иранската конституция, той е обявен за временен върховен водач. По-късно конституцията е изменена и Събранието на експертите се събира отново на 6 август 1989 г., за да препотвърди Хаменеи с 60 гласа от 64.
Концепцията, че владетеля на земята трябва да бъде ислямски юрист служещ като „пазител“, е разработена от аятолах Рухолах Хомейни. В този вид теократично „настойничестко“ лидерство, не е политическо законосъобразно решение, докато не е одобрено.

#### Политическа философия
Ерата на Хаменеи като лидер е различна от тази на предшественика му Хомейни. Той продължава политиката на Хомейни на „балансиране на една група срещу друга, като се уверява, че нито една няма твърде много власт“. Според Вали Наср, той е донася много от правомощията на президентството с него в кабинета, превръщайки го във „всемогъщ надзирател на политическата сцена на Иран“. Длъжностни лица под управлението на Хаменеи влияят различно, а понякога и с противоречия; институции в страната, в това число „парламента, президентството, съдебната система, гвардейците на ислямската революция, военните, разузнавателните служби, полицейските управления, духовният елит, молитвени лидери в петък и голяма част от медиите“, както и различни „неправителствени фондации, организации, съвети, семинарии и бизнес групи“.
Хаменеи издава укази и взима окончателните решения за икономиката, околната среда, външната политика и всичко останало в Иран. Редовно се среща с президента, членове на кабинета, ръководителя и служители на съдебната власт, парламентаристи и им казва какво да правят. Също така уволнява и назначава членове в кабинета на президента. Среща се с чуждестранни високопоставени лица, но не пътува в чужбина. Ако някой иска да го види, трябва да дойде в Иран.

### Спорове за статута Велик аятолах
Статута му на „Маря“ е спорен. През 1994 г., след смъртта на великия аятолах Мохамед Али Араки, Дружеството на Ком обявява Али Хаменеи за нов „Маря“. Въпреки това, четирима от дисидентските велики аятоласи на Иран отказват да признаят Хаменеи като „Маря“.
Аятолах Мохамед Ширази, който е под домашен арест по време на неговото противопоставяне на Рухолах Хомейни, не приема аятолах Али Хаменеи като „Маря“. Според „правата на човека в Иран“ (2001 г.), Ширази е „възмутен“ над признаването на Хаменеи като лидер.

### Фетва срещу ядрените оръжия
Хаменеи издава фетва, че производството, натрупването и употребата на ядрени оръжия е забранено по силата на исляма. Ядрената програма на Иран е обект на международен дебат в продължение на десетилетия. Иранското правителство твърди, че целта на ядреното му развитие е за производство на електроенергия, докато експерти смятат, че Иран е в техническо състояние да обогатява уран за производството на бомба в рамките на няколко месеца. В края на 2015 г. Али Акбар Хашеми Рафсанджани разкрива, че Хаменеи е смятал да използва оръжия за масово унищожение по време на ирано-иракската война.
Фетвата е цитирана в официално изявление от страна на иранското правителство по време на срещата през август 2005 г. на Международната агенция за атомна енергия (МААЕ) във Виена. Тя е широко обсъждана от международни представители и по-конкретно, призната от администрацията на САЩ. Съмненията са подадени от някои експерти от САЩ и Израел, свързани с нейната автентичност, въздействието ѝ, и очевидно религиозния характер. Фетвата идва след края на периода, когато бившият президент Рафсанджани признава, че ядрената алтернатива е ползвана от Пакистан.
Иранският официален уебсайт за информация относно ядрената програма съдържа многобройни случаи на публични изявления на Хаменеи, където той изразява несъгласието си с осъществяването и развитието на ядрените оръжия в морални, религиозни и ислямски юридически термини. Khamenei's official website specifically cites a 2010 version Официалния сайт на Хаменеи конкретно цитира версия от 2010 г., където тези твърдения са в раздела за фетва на фарси, като фетва за „Забрана на оръжията за масово унищожение“.
През юли 2016 г. германското разузнаване твърди, че Иран се опитва да купи незаконна ядрена технология.

### Отношения с медиите
През 2000 г. е регистриран от Комитета за защита на журналистите като „един от десетте най-големи врагове на пресата и свободата на изразяване“. Опозиционните журналисти Ахмад Зейдабади, Мохсен Сазегара, Мохамед Нуризад и Акбар Ганджи са арестувани и разследвани за публикуване на критични статии, съдържащи недоказани обвинения срещу политиките на Хаменеи като лидер и някои организации. Според закона за печата на Иран „разпространяване на слухове и лъжи и изкривяване на думите на другите“ не е позволено. Също така според закона, „разпространение на клевети срещу длъжностни лица, институции, организации и физически и юридически лица в страната, дори и с помощта на изображения или карикатури“ не е позволено.
Сред противоречивите му действия са отхвърляне на законопроект, представен от иранския парламент през 2000 г., който има за цел да реформира закона за медиите на страната и лишаването от права на хиляди парламентарни кандидати за изборите през 2004 г.

### Протести от 2009 г.
В средата на август 2009 г., група от неназовани бивши реформаторски законодатели обжалва пред събранието на експертите – конституционния орган, натоварен с избирането и премахването на лидера да се разследва квалификацията на Али Хаменеи. Седмица по-късно друго анонимно писмо „нарича лидера на Иран диктатор и зове за премахването му“, този път от група ирански духовници. Писмата са наречени удар за Хаменеи като неговия „статут на неутрален арбитър и ислямска мутра“, и „безпрецедентно предизвикателство за най-влиятелния човек в страната“. „The New York Times“ съобщава че, фразата „Смърт за Хаменеи“ е започнала да се появява по графити в Техеран, една фраза, която е била почти немислимо да бъде казана преди.
Писмото е адресирано до началника на Съвета на експертите, аятолах Али Акбар Хашеми Рафсанджани, „мощен бивш президент“, който поставя под въпрос резултатите от изборите. Според „Асошиейтед Прес“, малко вероятно е исканията на писмото да бъдат изпълнени, след като „две трети от 86-членния състав се считат за силни привърженици на Хаменеи и ще се противопоставят на всяко разследване за него“.
Според „The New York Times“, 11-страници анонимно писмо от група ирански духовници излиза на 15 август и „нарича лидера на Иран диктатор и призовава за отстраняването му“.
Още според вестника, „виден ирански духовник и бивш депутат заявява в неделя, че е разговарял с някои от авторите и не се съмнява, че писмото е истинско“.

### Отношения с Ахмадинеджад
В началото на своето президентство, Ахмадинеджад понякога е описван като „радващ се на пълната подкрепа“ на върховния лидер Али Хаменеи, и дори като негово „протеже“. При втстъпването в длъжност на Ахмадинеджад през 2005 г. Върховният лидер позволява Ахмадинеджад да целуне ръката му и бузите, като нарича това „знак на близост и лоялност“, а след изборите през 2009 г. напълно одобрява Ахмадинеджад срещу протестиращите. Въпреки това, най-рано през януари 2008 г. се проявяват признаци на несъгласие между двамата, относно вътрешната политика, и от периода на 2010 – 2011 г. няколко източника разкриват за „растящ разрив“ между тях. Несъгласието е описано като центриране на Есфандияр Рахим Машей, топ съветник и близък довереник на Ахмадинеджад и противник на „по-голямо участие на духовници в политиката“. През април 2011 г. министър Гейдар Мослехи подава оставка, след като е помолен от Ахмадинеджад, но е възстановен от върховния лидер в рамките на часове. Ахмадинеджад отказва официално да подкрепи възстановяването на Мослехи и в знак на протест. Действията на Ахмадинеджад водят до гневни публични атаки от духовници, парламентаристи и военни командири, които го обвиняват в пренебрегване на решенията на върховния лидер. Консервативните противници в парламента започват процес по импийчмънт срещу него. На 6 май 2011 г. е съобщено, че на Ахмадинеджад е даден ултиматум да приеме намесата на лидера или да си подаде оставката, и на 8 май той „очевидно се примирява“ към възстановяването, като приветства обратно Мослехи на заседание на кабинета. Събитията са определени като „унижаващи и отслабващи“ Ахмадинеджад, но президентът отрича, че е имало някакъв разрив между двамата, и според „Fars News“, той заявява, че отношенията му с върховния лидер са „като на баща и син“.
През 2012 г., Али Хаменеи нарежда спиране на парламентарно разследване за неправилно управление на иранската икономика от Ахмадинеджад.

## Вътрешна политика
През 2007 г. Хаменеи иска от правителството да ускори хода на Иран към икономическа приватизация. Член 44 от конституцията на страната постановява, че основната инфраструктура на Иран трябва да остане собственост на държавата. Този член е премахнат през 2004 г.
Освен това, Хаменеи заявява, че вярва в използването на ядрени технологии за граждански цели, защото „нефта и природния газ не може да продължат вечно“.
На 30 април 2008 г., Али Хаменеи подкрепя икономическата политика на президента Ахмадинеджад и заявява, че Западът се бори с повече икономически трудности в сравнение с Иран, с „криза“ разпространявана от САЩ до Европа, а инфлацията е широко разпространен проблем. Иранският лидер твърди, че продължаващата икономическа криза, която е осакатила света е безпрецедентна в последните 60 години. „Тази криза принуди ООН да обяви извънредно положение за недостиг на хранителни продукти по целия свят, но чужди медии са фокусирани върху Иран за да внушат, че настоящото повишаване на цените и инфлацията в страната са резултат от небрежност от страна на иранските управници, което, разбира се не е вярно“. Хаменеи подчертава, че никой няма право да обвинява иранското правителство за икономическите проблеми на Иран. Той също не препоръчва на народа и правителството да избягват разхищение с цел решаване на икономическите проблеми. „Аз ви съветвам да имате на предвид, че тази велика нация никога не я е била страх от икономически санкции“, добавя той.

### Наука и технологии
Али Хаменеи е подкрепя научния прогрес в Иран. Той е един от първите ислямски духовници, който дава възможност за изследане на стволови клетки и терапевтично клониране. През 2004 г. заявява, че напредъкът на страната е зависим от инвестициите в областта на науката и технологиите. Той също така твърди, че прикачването на висок статус на учени в обществото ще помогне на таланти, за да се развива науката и технологиите, като по този начин се гарантира напредък и развитие на страната.

### Малцинства
Бахайската вяра е най-големото религиозно малцинство в Иран, с около 300 000 души (8 000 000 в целия свят) и официално се счита за опасен култ от иранското правителство. Тя е забранена в Иран и няколко други страни, докато други изразяват загриженост за групата. Хаменеи одобрява ново законодателство срещу бахаите в Иран за да намали влиянието им в чужбина. Според писмо от председателя на командния щаб на въоръжените сили в Иран, адресирано до Министерството на информацията, Революционната гвардия и полицейските сили, Хаменеи също така нарежда на командния щаб да се наблюдава дейността им и да се събира цялата информация за хората на бахайската вяра.

### Права на жените
През юли 2007 г., Хаменеи разкритикува активисти за правата на иранските жени и на Конвенцията за премахване на всички форми на дискриминация по отношение на жените (CEDAW): „В нашата страна ... някои активистки жени, както и някои хора се опитват да играят с ислямските правила, за да съответстват на международните конвенции, свързани с жените“, заявява той. „Това е грешно“. Хаменеи прави тези коментари два дни, след като правозащитник на иранските жени Деларам Али е осъден на 34 месеца затвор и 10 удара с камшик от съдебната система на Иран. Иранската съдебна система работи под егидата на върховния лидер и е независима от правителството.
Хаменеи е застъпник на ислямската практика на Хиджаб. Той смята, че хиджаб е насочен към почитане на жените. Към Запада той реагира като посочва че, задължителното откриване в някои западни страни е препятствие, за забулените мюсюлманки, които искат да влязат в университети. Освен това той твърди, че жените на Запад са загубили своята чест като посочва, висок процент на сексуално насилие, както и широкото използване на женска жалба за търговски цели: „В действителност, те са третирани като стока, като още един от своите продукти. Ако ви се налага да погледнете списанията, които са публикувани на Запад, вие ще видите, че те рекламират стока за продажба в непосредствена близост до гола снимка на жена. Можете ли да си представите по-голяма обида за жената? Те [Запада] трябва да отговарят [не исляма]“.
Али Хаменеи вярва в половата сегрегация.
Хаменеи твърди, че „днес, хомосексуалността е основен проблем в западния свят. Те [западните народи] обаче го игнорират. Но реалността е, че хомосексуалността се е превърнала в сериозно предизвикателство, болка и нерешим проблем за интелектуалците на Запад“.

### Човешки права
Хаменеи призовава правата на човека да са основен принцип в основата на ислямските учения, която предхожда западната загриженост за правата на човека от много векове. Той е нападнат от западните сили, които критикуват Ислямската република за лицемерие казвайки, че тези страни икономически потискат хората в страните от Третия свят и подкрепят деспоти и диктатори. В отговор на Западните оплаквания за нарушения на правата на човека в Иран, той заявява, че американската администрация е извършила много престъпления и следователно не е годна да съди Иран.
Иранското правителство редовно е критикувано от Организацията на обединените нации и групи за правата на човека за неговите човешки права. Области на критики включват използването на изтезания, политически затворници, изборен процес на нацията и лошо отношение между сериозност на престъпността и наказание.
На своя уебсайт, Хаменеи пише, че „всяко сдружение с подвеждащата Бахайска вяра трябва да се избягва“.

## Външна политика

### Противопоставяне на американската външна политика
На 4 юни 2006 г., Хаменеи заявява, че Иран би прекъснал енергийните доставки от региона на Персийския залив (около 20% от дневната нужда от петрол в света преминава от Персийския залив през Ормузкия пролив в непосредствена близост до брега на Иран), в случай че страната бъде подложена на нападение от страна на САЩ, настоявайки, че Техеран няма да се откаже от правото си да произвежда ядрено гориво.
На 14 септември 2007 г. аятолах Али Хаменеи прогнозира, че Джордж У. Буш и американски представители, един ден ще бъдат съдени в международен наказателен съд, за да се подведат в „отговорнист“ за нахлуваването на САЩ в Ирак. Той също така обвинява САЩ за „сляп тероризъм“ след инвазията на Ирак. Той твърди, че САЩ е основната причина за несигурността в Ирак.
На 21 март 2009 г., един ден след като американският президент Барак Обама заявява, че ще предложи на Иран „ново начало“ на дипломатическа ангажираност между двата стари врагове, Хаменеи казва, промяна на „думи“ от САЩ не е достатъчно и добавя: „Ние ще следим и ние ще съдим (новата администрация на САЩ) ... Променете се и нашето поведение ще се промени“.
През юни 2011 г., Хаменеи обвинява правителството на Съединените щати за тероризма и отхвърля американската дефиниция за тероризма, той е цитиран да казва, „САЩ и европейските правителства, които преследват палестински бойни групи, които се борят за освобождението на земята си като терористи“.
През юни 2012 г., Хаменеи предупреждава западните правителства, че санкциите на страната само „ще задълбочат омразата към Запада от иранците“.
На 19 юли 2015 г., докато говори в джамия в Техеран, Хаменеи казва на привържениците си, че политиката на САЩ в региона на „180 градуса“ се противопоставя на политическото и религиозното движение в Иран. Речта е белязана от скандирания „Смърт на Америка“ и „Смърт на Израел“. Хаменеи заявява по отношение на ядрената сделка от 2015 г., че „дори и след тази сделка нашата политика по отношение на арогантните САЩ няма да се промени“. Държавният секретар на САЩ Джон Кери казва, че ако коментарите са истински, то те са „много тревожни“.

### Осъждане на атаките от 11 септември 2001 г.
След атентатите от 11 септември, Хаменеи осъжда акта и нападателите и призовава за осъждане на терористичните дейности по целия свят, но предупреждава категорично против военна интервенция в Афганистан. Той е цитиран да казва, „масовите убийства на човешки същества са катастрофални актове, които са осъдени, където и да се случат, и които и да са извършителите и жертвите“.

### Ционизма и Израел
Али Хаменеи е противник на държавата Израел и ционизма, и е широко критикуван, заедно с цялото иранското правителство, а реториката му е описана като расистка и антисемитска, и за заплахи срещу държавата Израел. На 15 декември 2000 г. Хаменеи нарича Израел „раков тумор“, и че „трябва да бъде отстранен от региона“, а през 2013 г. нарича Израел „бясно куче“. През 2014 г. в туитър акаунт, свързван с него се твърди, че единственият лек за Израел е унищожение.
През 2013 г., Хаменеи обвинява Франция, че „коленичи“ пред Израел, докато казва, че Израел е водена от хора, недостойни да се наричат „хора“.
В друг доклад от реч през 2009 г., той твърди, че „ние ще подкрепим и помогнем на всички народи, всички групи, борещи се срещу ционисткия режим в целия свят, и ние не се страхуваме да обявявим това“.
Хаменеи предлага, че „палестинските бежанци ще се завърнат и мюсюлмани, християни и евреи биха могли да изберат правителство, за себе си, с изключение на имигрантите евреи“.
На 10 септември 2015 г., по време на реч за Израел след споразумението относно ядрената програма на Иран, Хаменеи прави забележка „Израел няма да съществува след 25 години“. За първи път, забележката е публикувана в официалния сайт на Хаменеи и в Twitter. Това изречение е въведено като най-доброто и най-важното, направено от иранец през 2015 г., в онлайн анкета, проведена от официалния му сайт.

### Съмнение в Холокоста
На 21 март 2014 г., Хаменеи в сутринна реч по случай „Nowruz“, персийската Нова година, поставя под съмнение Холокоста. Той казва: „Холокостът е събитие, чиято действителност е несигурна и ако това се е случило, не е сигурно как се е случило“.

### Хомосексуализъм
Хаменеи твърди, че „Днес хомосексуалността е основен проблем в западния свят. Те [западните нации] обаче го игнорират. Но реалността е, че хомосексуалността се е превърнала в сериозно предизвикателство, болка и неразрешим проблем за интелектуалците на запад.“